# Diego Boneta

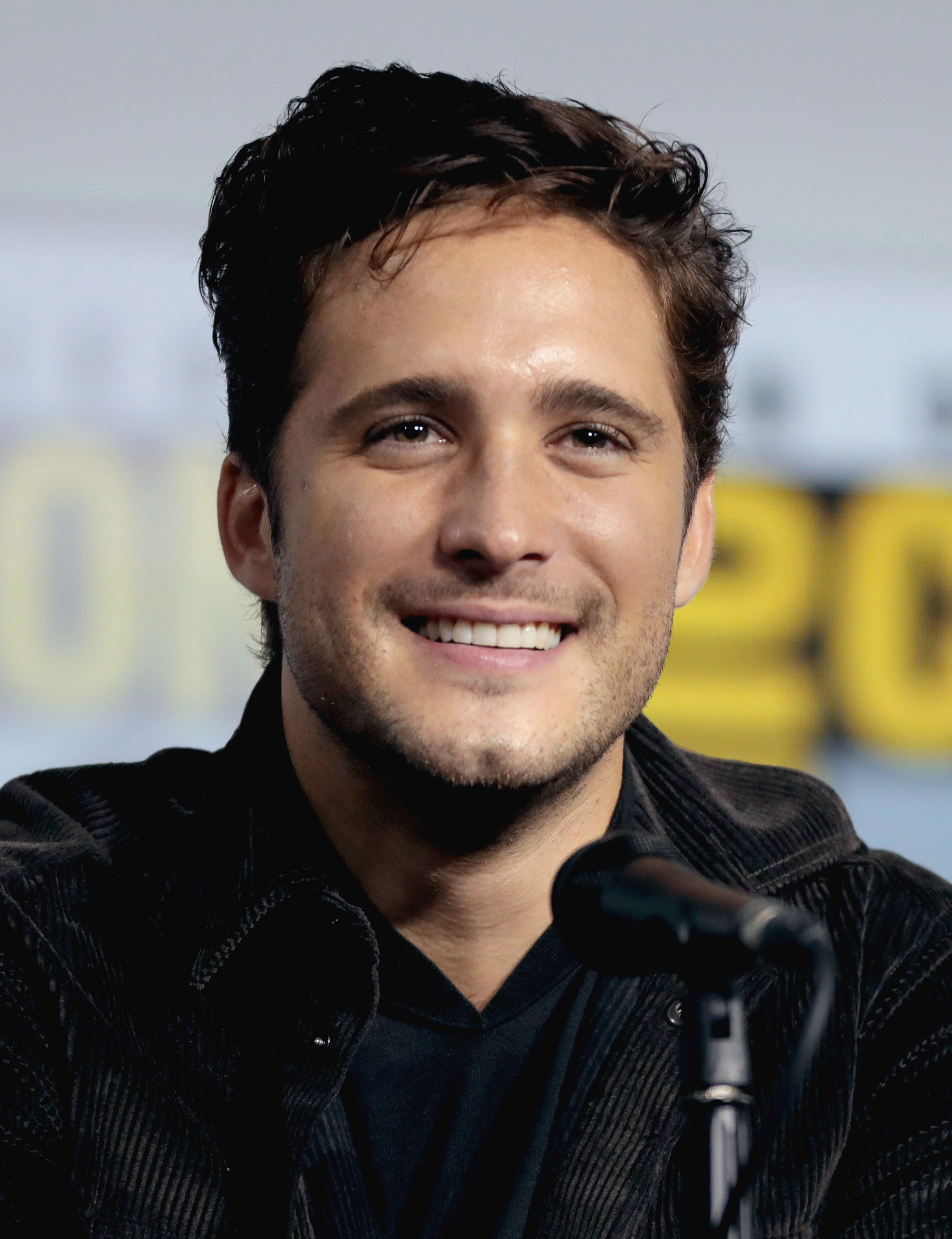
Diego Boneta (2019)

Diego Andrés González Boneta (* 29. November 1990 in Mexiko-Stadt) ist ein mexikanischer Schauspieler und Sänger.

## Leben
Diego Boneta wurde in Mexiko-Stadt als Sohn von Astrid Boneta und Lauro González geboren. Sein Vater ist Mexikaner, während seine Mutter in den USA geboren wurde. Er spricht fließend spanisch und englisch. Außerdem hat er eine dreifache Staatsbürgerschaft, zum einen Mexiko sowie USA und Spanien.

### Schauspielkarriere
Seine Karriere in Mexiko begann er 2003 in der Reality-Show Código F.A.M.A. Danach hatte er Rollen in den mexikanischen Telenovelas Alegrijes y rebujos und Misión S.O.S. Seinen Durchbruch in Mexiko schaffte er mit der Rolle des Rocco Bezauri in der Jugend-Telenovela Rebelde, in der er von 2005 bis 2006 zu sehen war.
Seine erste Rolle in einer amerikanischen Fernsehserie war 2010 die des Tiki Delgado in der Disney-XD-Fernsehserie Zeke und Luther. Bekannt wurde er durch die Rolle des Javier Luna in der Jugendserie 90210. Danach folgte ein Handlungsbogen in der ABC-Family-Fernsehserie Pretty Little Liars. 2011 war er neben Meaghan Jette Martin als Tyler Adams in Girls Club 2 – Vorsicht bissig!, die Fortsetzung von Girls Club – Vorsicht bissig!, zu sehen. Seinen Internationalen Durchbruch schaffte er mit dem Musicalfilm Rock of Ages, in dem er die männliche Hauptrolle des Drew Boley an der Seite von Tom Cruise spielte. Seit Oktober 2012 spielt er die Hauptrolle des Miles in der MTV-Fernsehserie Underemployed. Außerdem spielte er 2015 in Scream Queens eine der Hauptrollen und ist dort als Pete zu sehen. Seine wohl größte Rolle erhielt Boneta, nachdem er in einer TV-Bio-Musical-Serie Luis Miguel spielen durfte, ein Grammy-prämierter Künstler. Die Show basiert auf der frühen Karriere des berühmten mexikanischen Künstlers, der zu einer Ikone auf der ganzen Welt wurde. Die Serie wurde am 22. April 2018 um 21 Uhr auf Telemundo offiziell uraufgeführt (USA) und ist in Lateinamerika, wie auch Spanien, auf Netflix zu sehen.

### Musikkarriere
Während seiner Zeit in Rebelde veröffentlichte er sein Debütalbum Diego, das 2005 veröffentlicht wurde. Die erste Single „Responde“ hat es bis auf Platz 13 der mexikanischen Charts geschafft. Seine Lieder waren auch in der Telenovela Rebelde zu hören. Es folgte eine internationale Tournee mit der mexikanischen Popgruppe RBD als Gast.
Am 25. März 2008 veröffentlichte Boneta sein zweites Album namens Indigo. Es enthielt die Songs Perdido en Ti und Losing Me. Das Album wurde von Mitch Allan produziert und geschrieben. Im selben Jahr war er in dem Musikvideo zu About You Now von Miranda Cosgrove zu sehen.

## Filmografie
Filme

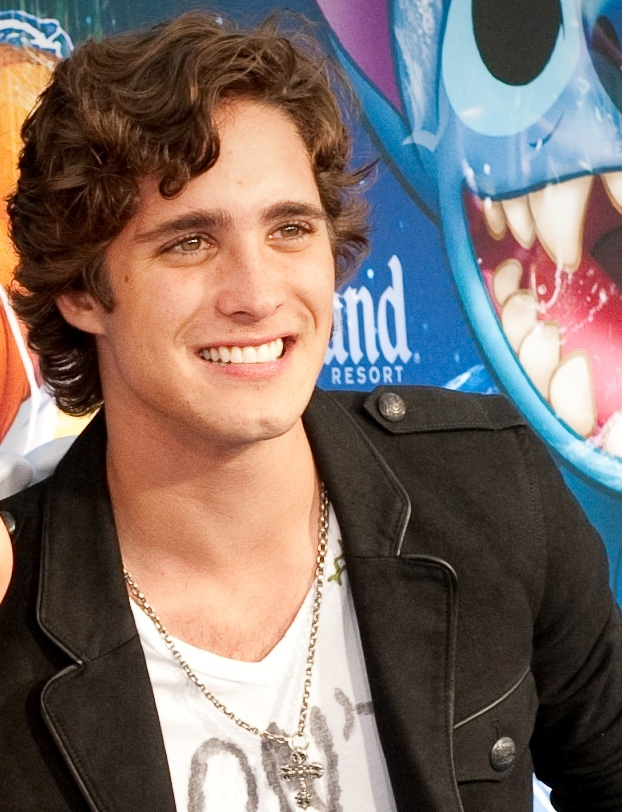
Diego Boneta (2010)

- 2011: Girls Club 2 – Vorsicht bissig! (Mean Girls 2)
- 2012: Rock of Ages
- 2014: Eden – Überleben um jeden Preis (Eden)
- 2015: Camp – Tödliche Ferien (Summer Camp)
- 2016: Pelé: Birth of a Legend
- 2017: Wenn du stirbst, zieht dein ganzes Leben an dir vorbei, sagen sie (Before I Fall)
- 2019: Terminator: Dark Fate
- 2020: New Order – Die neue Weltordnung (Nuevo orden)
- 2020: Monster Hunter
- 2021: Die in a Gunfight
- 2022: Der Vater der Braut (Father of the Bride)

Serien
- 2003: Código F.A.M.A. (Realityshow)
- 2003: Alegrijes y Rebujos (Telenovela)
- 2004: Misión S.O.S (Telenovela)
- 2005–2006: Rebelde (Telenovela)
- 2010: Zeke und Luther (Zeke and Luther, Folge 2x08)
- 2010–2011: 90210 (5 Folgen)
- 2010–2011: Pretty Little Liars (5 Folgen)
- 2012–2013: Underemployed (12 Folgen)
- 2015: Scream Queens (10 Folgen)
- 2015: Jane the Virgin (Folge 2x10)
- 2018–2021: Luis Miguel – Die Serie (Luis Miguel: La serie, 27 Folgen)

## Diskografie
Alben
- 2005: Diego
- 2008: Indigo

Soundtrack
- 2012: Rock of Ages

Singles
- 2005: Aquí Voy
- 2006: Responde
- 2006: Más
- 2007: Solo Existes Tú
- 2008: Perdido En Ti
- 2008: Millón De Años
- 2010: Siempre Tu